# Pelican
Pelicanul (Pelecanus) face parte din familia păsărilor mari de apă Pelecanidae. Ele se caracterizează printr-un cioc lung și o pungă mare la gât, utilizată pentru prinderea prăzii și scurgerea apei din conținutul adunat înainte de înghițire. Au un penaj predominant palid, cu excepția pelicanilor bruni și peruvieni. Ciocul, pungile și pielea facială goală ale tuturor pelicanilor devin viu colorate înainte de sezonul de reproducere.

## Taxonomie și sistematică

### Etimologie
Numele provine din greaca veche pelekan (πελεκάν), care este el însuși derivat din cuvântul pelekys (πέλεκυς) care înseamnă „topor”. În epoca clasică, cuvântul a fost aplicat atât pelicanului, cât și ciocănitoarei.
Genul Pelecanus a fost descris oficial pentru prima dată de Carl Linnaeus în cea de-a 10-a ediție din 1758 a Systema Naturae. El a descris caracteristicile distinctive ca fiind un cioc drept cu cârlig la vârf, nări liniare, o față goală și picioare complet palmate. Această definiție timpurie includea fregatele, cormoranii și sulidele, precum și pelicanii.

### Taxonomie
Familia Pelecanidae a fost introdusă (sub numele de Pelicanea) de către polimatul francez Constantine Samuel Rafinesque în 1815. Pelicanii dau numele Pelecaniformes, un ordin care are o istorie taxonomică variată. Păsările de mare, anhingidele, cormoranii, corbii de mare și fregatele, toate membre tradiționale ale ordinului, au fost reclasificate între timp: păsările de mare în propriul lor ordin, Phaethontiformes, iar restul în Suliformes. În locul lor, stârcii, ibișii, lopătarii au fost transferați în Pelecaniformes. Dovezile moleculare sugerează că pasărea sabot și Scopus umbretta formează un grup soră cu pelicanii, deși există unele îndoieli cu privire la relațiile exacte dintre cele trei linii.
Cea mai veche înregistrare cunoscută a pelicanilor este o tibie dreaptă foarte asemănătoare cu cele ale speciilor moderne din Formațiunea Birket Qarun din Wadi El Hitan din Egipt, datând de la sfârșitul Eocenului (Priabonian), aparținând genului Eopelecanus.
|  | Stârci (Ardeidae)                     |
|  |                                       |
|  | Ibiși și lopătari (Threskiornithidae) |
|  |                                       |

|  | \| \| Scopus umbretta \| \| \| \| \| \| Balaeniceps rex \| \| \| \| |
|  |                                                                     |
|  | Pelicani (Pelecanus)                                                |
|  |                                                                     |
|  | Scopus umbretta                                                     |
|  |                                                                     |
|  | Balaeniceps rex                                                     |
|  |                                                                     |

|  | Scopus umbretta |
|  |                 |
|  | Balaeniceps rex |
|  |                 |

|  | Stârci (Ardeidae)                     |
|  |                                       |
|  | Ibiși și lopătari (Threskiornithidae) |
|  |                                       |

|  | \| \| Scopus umbretta \| \| \| \| \| \| Balaeniceps rex \| \| \| \| |
|  |                                                                     |
|  | Pelicani (Pelecanus)                                                |
|  |                                                                     |
|  | Scopus umbretta                                                     |
|  |                                                                     |
|  | Balaeniceps rex                                                     |
|  |                                                                     |

|  | Scopus umbretta |
|  |                 |
|  | Balaeniceps rex |
|  |                 |

|  | Stârci (Ardeidae)                     |
|  |                                       |
|  | Ibiși și lopătari (Threskiornithidae) |
|  |                                       |

|  | \| \| Scopus umbretta \| \| \| \| \| \| Balaeniceps rex \| \| \| \| |
|  |                                                                     |
|  | Pelicani (Pelecanus)                                                |
|  |                                                                     |
|  | Scopus umbretta                                                     |
|  |                                                                     |
|  | Balaeniceps rex                                                     |
|  |                                                                     |

|  | Scopus umbretta |
|  |                 |
|  | Balaeniceps rex |
|  |                 |

|  | Stârci (Ardeidae)                     |
|  |                                       |
|  | Ibiși și lopătari (Threskiornithidae) |
|  |                                       |

|  | \| \| Scopus umbretta \| \| \| \| \| \| Balaeniceps rex \| \| \| \| |
|  |                                                                     |
|  | Pelicani (Pelecanus)                                                |
|  |                                                                     |
|  | Scopus umbretta                                                     |
|  |                                                                     |
|  | Balaeniceps rex                                                     |
|  |                                                                     |

|  | Scopus umbretta |
|  |                 |
|  | Balaeniceps rex |
|  |                 |

|  | Stârci (Ardeidae)                     |
|  |                                       |
|  | Ibiși și lopătari (Threskiornithidae) |
|  |                                       |

|  | \| \| Scopus umbretta \| \| \| \| \| \| Balaeniceps rex \| \| \| \| |
|  |                                                                     |
|  | Pelicani (Pelecanus)                                                |
|  |                                                                     |
|  | Scopus umbretta                                                     |
|  |                                                                     |
|  | Balaeniceps rex                                                     |
|  |                                                                     |

|  | Scopus umbretta |
|  |                 |
|  | Balaeniceps rex |
|  |                 |

|  | Stârci (Ardeidae)                     |
|  |                                       |
|  | Ibiși și lopătari (Threskiornithidae) |
|  |                                       |

|  | \| \| Scopus umbretta \| \| \| \| \| \| Balaeniceps rex \| \| \| \| |
|  |                                                                     |
|  | Pelicani (Pelecanus)                                                |
|  |                                                                     |
|  | Scopus umbretta                                                     |
|  |                                                                     |
|  | Balaeniceps rex                                                     |
|  |                                                                     |

|  | Scopus umbretta |
|  |                 |
|  | Balaeniceps rex |
|  |                 |

|  | Stârci (Ardeidae)                     |
|  |                                       |
|  | Ibiși și lopătari (Threskiornithidae) |
|  |                                       |

|  | \| \| Scopus umbretta \| \| \| \| \| \| Balaeniceps rex \| \| \| \| |
|  |                                                                     |
|  | Pelicani (Pelecanus)                                                |
|  |                                                                     |
|  | Scopus umbretta                                                     |
|  |                                                                     |
|  | Balaeniceps rex                                                     |
|  |                                                                     |

|  | Scopus umbretta |
|  |                 |
|  | Balaeniceps rex |
|  |                 |

|  | Stârci (Ardeidae)                     |
|  |                                       |
|  | Ibiși și lopătari (Threskiornithidae) |
|  |                                       |

|  | \| \| Scopus umbretta \| \| \| \| \| \| Balaeniceps rex \| \| \| \| |
|  |                                                                     |
|  | Pelicani (Pelecanus)                                                |
|  |                                                                     |
|  | Scopus umbretta                                                     |
|  |                                                                     |
|  | Balaeniceps rex                                                     |
|  |                                                                     |

|  | Scopus umbretta |
|  |                 |
|  | Balaeniceps rex |
|  |                 |

### Specii existente
Cele opt specii de pelicani vii au fost împărțite în mod tradițional în două grupuri, unul cuprinzând patru specii care cuibăresc la sol, cu un penaj al adultului în principal alb și unul cuprinzând patru specii cu penaj gri sau maro, care cuibăresc de preferință fie în copaci fie pe stâncile marine. Pelicanii bruni și pelicanii peruani, considerați anterior conspecifici, sunt uneori separați de ceilalți prin plasarea în subgenul Leptopelecanus,  dar, de fapt, specii cu ambele tipuri de aspect și comportament de cuibărit se găsesc în ambele.
| Specii existente Pelecanus                                  | Specii existente Pelecanus | Specii existente Pelecanus | Specii existente Pelecanus |
| Denumire comună și binomială                                | Imagine                    | Descriere | Status |
| ----------------------------------------------------------- | -------------------------- | --- | --- |
| Pelican alb american Pelecanus erythrorhynchos Gmelin, 1789 |                            | Lungimea 1,3-1,8 m, anvergura aripilor 2,44-2,9 m, greutatea 5-9 kg. Penajul este aproape în întregime alb, cu excepția remigelor primare și secundare negre vizibile doar în zbor.                      | Monotipic. Se reproduce în interiorul Canadei și al Statelor Unite, iernează în sudul Statelor Unite, Mexic și America Centrală. Statut: preocupare redusă.              |
| Pelican brun Pelecanus occidentalis Linnaeus, 1766          |                            | Lungime până la 1,4 m, anvergura aripilor 2-2,3 m, greutate 3,6-4,5 kg. Cel mai mic pelican; se distinge prin penajul maro; se hrănește scufundându-se.                                                  | Cinci subspecii. Distribuția de coastă se întinde din America de Nord și Caraibe până în nordul Americii de Sud și Galapagos. Statut: preocupare minimă.                 |
| Pelican peruvian Pelecanus thagus Molina, 1782              |                            | Lungime până la 1,52 m, anvergura aripilor 2,48 m, greutate medie 7 kg. De culoare închisă, cu o dungă albă de la creștet în jos pe părțile laterale ale gâtului.                                        | Monotipic. Coasta Pacificului din America de Sud, din Ecuador și Peru până în sudul statului Chile. Statut: aproape amenințat.                                           |
| Pelican comun Pelecanus onocrotalus Linnaeus, 1758          |                            | Lungime 1,40-1,75 m, anvergură 2,45-2,95 m, greutate 10-11 kg. Penaj alb, cu pete faciale și picioare roz.                                                                                               | Monotipic. Distribuție dispersată din estul Mării Mediterane spre est până în Indochina și Peninsula Malay și spre sud până în Africa de Sud. Statut: preocupare redusă. |
| Pelican australian Pelecanus conspicillatus Temminck, 1824  |                            | Lungimea 1,60-1,90 m, anvergura aripilor 2,3-2,5 m, greutatea 4-8,2 kg. Predomină albul cu negru de-a lungul primarelor și un cioc foarte mare, roz pal.                                                 | Monotipic. Australia și Noua Guinee; rătăcitor în Noua Zeelandă, Insulele Solomon, Arhipelagul Bismarck, Fiji. Statut: preocupare redusă.                                |
| Pelican cu spate roz Pelecanus rufescens Gmelin, 1789       |                            | Lungimea 1,25-1,32 m, anvergura aripilor 2,65-2,9 m, greutatea 3,9-7 kg. Penaj gri și alb, ocazional rozaliu pe spate, cu mandibula superioară galbenă și punga gri.                                     | Monotipic. Africa, Seychelles și sud-vestul Arabiei; dispărut în Madagascar. Statut: preocupare minimă.                                                                  |
| Pelican creț Pelecanus crispus Bruch, 1832                  |                            | Lungime 1,60-1,80 m anvergura aripilor 2,70-3,20 m, greutate 10-12 kg. Cel mai mare pelican; se deosebește de pelicanul comun prin penele crețe de la ceafă, picioarele gri și penajul alb-cenușiu.      | Monotipic. Din sud-estul Europei până în India și China. Statut: aproape amenințată.                                                                                     |
| Pelican pătat Pelecanus philippensis Gmelin, 1789           |                            | Lungimea 1,27-1,52 m, anvergura aripilor 2,5 m, greutatea c. 5 kg. În principal gri-alb pe tot corpul, cu o creastă cenușie pe gât în sezonul de împerechere, crupa rozalie și o pungă pătată pe cioc. . | Monotipic. Asia de Sud, din sudul Pakistanului, prin India, la est de Indonezia; dispărut în Filipine și posibil în estul Chinei. Statut: aproape amenințat.             |

În România trăiesc în Delta Dunării, singurul loc din țară în care clocesc, două specii de pelicani :
- Pelicanul comun (Pelecanus onocrotalus) și
- Pelicanul creț (Pelecanus crispus),

reprezentând 2-3 colonii de pelicani cu efective de maximum 2 000-3 000 de indivizi.
În Bugeacul ucrainean, și limanul Covurlui adăpostește o colonie clocitoare de câtva sute de pelicani creți.

### Specii dispărute
Mai jos este o listă de specii dispărute de pelicani: 
- Pelecanus cadimurka
- Pelecanus cautleyi
- Pelecanus fraasi
- Pelecanus gracilis
- Pelecanus halieus
- Pelecanus intermedius
- Pelecanus odessanus
- Pelecanus schreiberi
- Pelecanus sivalensis
- Pelecanus tirarensis

## Comportament
Pelicanul, excelent zburător și bun înotător, are un corp îndesat, un cioc lung, cu o pungă de o culoare de galben cu nuanțe de portocaliu sub el, ce se poate dilata. Pelicanii nu se pot scufunda, dar pescuiesc împreună, încercuind peștii sau broaștele și aruncându-și simultan capetele în apă cu ciocurile larg deschise, la adâncime mică. Se folosesc atunci de pungile lor ca de o plasă. Se hrănesc mai ales cu pești bolnavi sau izolați în bălți pe cale de desecare, fiind considerați ca adevărați „sanitari piscicoli”. În caz de penurie de pește, li se poate întâmpla să atace cuiburile altor păsări sau mai adesea depozitele de gunoaie omenești. Fiind păsări migratoare, sosesc în România între martie și mai, apoi pleacă în septembrie-octombrie, spre Delta Nilului, regiunea Golfului Persic sau coastele Asiei.